# VAW-122
122ème Escadron de commandement et de contrôle aéroporté
Le Carrier Airborne Early Warning Squadron 122 (CARAEWRON 122 ou VAW-122), connu sous le nom de "Steeljaw", était un escadron de Système de détection et de commandement aéroporté de l'US Navy sur le E-2 Hawkeye. Il a été créé le 1er avril 1967 au Naval Air Station Norfolk en Californie et dissous le 31 mars 1996.
Au cours de ses 30 années d'existence, l'escadron a été déployé dans le monde entier et a combattu de la guerre du Vietnam à la guerre du Golfe, menant des opérations de l'Arctique aux tropiques.

## Historique
Équipé à l'origine du E-2A Hawkeye, le VAW-122 a été le premier sur les lieux, établissant les communications et dirigeant la couverture des chasseurs de l'USS Liberty (AGTR-5) en Méditerranée en juin 1967 après que le navire de collecte de renseignements ait subi l'attaque d'avions et de torpilleurs israéliens. Lors d'un déploiement  du Carrier Air Wing Six (CVW-6) en 1968 à bord de l'USS America (CV-66) au large du Vietnam, les équipages du VAW-122 ont aidé un équipage de F-4 Phantom II du VF-33 (en) à abattre un chasseur MiG-21 nord-vietnamien ainsi qu'à contrôler les frappes d'interdiction contre le Nord-Vietnam.
Avec le Carrier Air Wing Seven (CVW-7) à bord de l'USS Independence (CV-62), le VAW-122 a effectué plusieurs déploiements en Méditerranée  durant la crise jordanienne (1970), la guerre du Kippour (1973) et la crise de Chypre (1974).

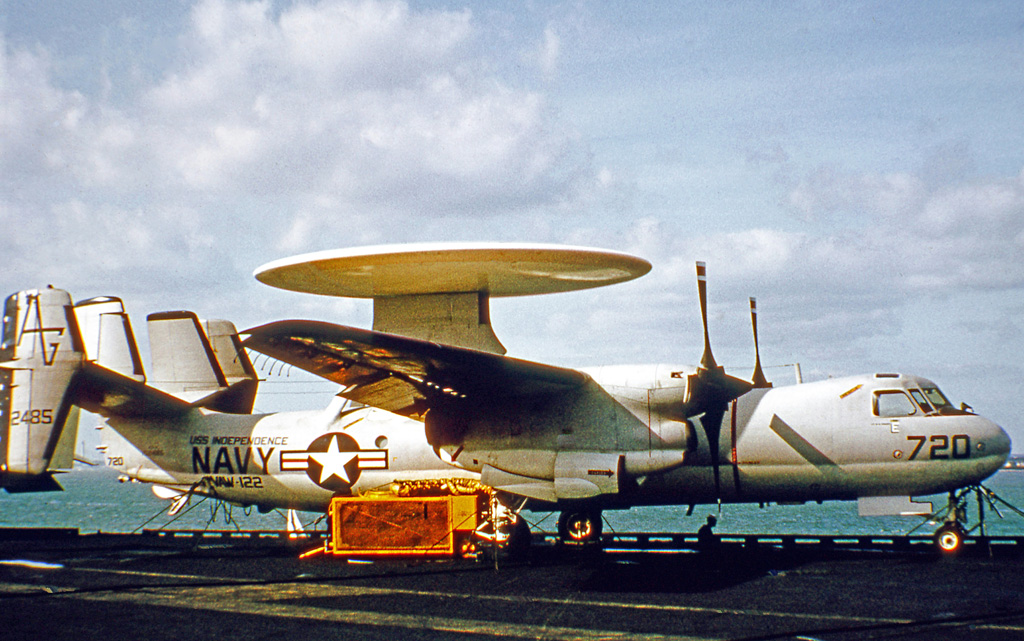
E-2A Hawkeye du VAW-122 sur USS Independence en 1969

En 1978, l'escadron a rejoint le CVW-6 avec l'USS Independence et fut déployé dans la mer d'Oman, la Méditerranée et l'Atlantique Nord jusqu'en 1985. Il a participé à des opérations durant l'Invasion de la Grenade (1983) et à de nombreuses opérations de la guerre froide, de l'Atlantique Nord, de la Méditerranée, de l'Afrique, de l'océan Indien, de l'Europe de l'Est et du Moyen-Orient.
Le VAW-122 a effectué son premier déploiement majeur de War on Drugs. En 1992, il est devenu définitivement affecté au rôle de contre-narcotique.
le VAW-122 a été supprimé au NAS Norfolk le 31 mars 1996. Ses missions  ont été assumés par le VAW-77, stationné au NAS Atlanta.